# Agnese d'Évreux
Agnese d'Évreux (1045 circa – prima del 1089) è stata una nobile normanna che fu signora di Montfort-l'Amaury dal giorno delle nozze sino 1087 circa.

## Origine
Secondo il monaco e cronista inglese Orderico Vitale, Agnese era figlia del Conte di Évreux, Riccardo e della moglie, Codechilde di Conches.
Come conferma il monaco e cronista normanno Guglielmo di Jumièges nella sua Historiæ Normannorum Scriptores Antiqui, Codechilde, di cui non si conoscono gli ascendenti, era già stata moglie di Ruggero I di Tosny.
Riccardo d'Évreux, secondo Orderico Vitale era il figlio primogenito di Roberto Arcivescovo di Rouen e Conte di Évreux (e per gli anni 1035-1037 anche reggente del ducato di Normandia) e della moglie Herleva, di cui non si conoscono gli ascendenti e che era già stata sua amante prima del matrimonio.

## Biografia
La madre di Agnese era già stata sposata con Ruggero I di Tosny, a cui aveva dato alcuni figli, tra cui Rodolfo di Tosny.
Suo padre, Riccardo d'Évreux (Ricardus comes Ebroicensis, Rodberti archiepiscopi filius), e suo fratello, Guglielmo (Willelmus Ebroicensi), furono tra capi dei Normanni che appoggiarono la spedizione in Inghilterra del duca di Normandia, Guglielmo I di Normandia detto il Bastardo, come conferma Orderico Vitale.
Negli Scriptores rerum gestarum Willelmi Conquestoris, suo fratello,
Guglielmo (Willelmo comite Deurons 80 naves) viene elencato tra i principali partecipanti alla spedizione per la conquista dell'Inghilterra, della quale Guglielmo il Bastardo divenne sovrano, nel 1066, specificando che fornì 80 navi per l'impresa, e, secondo Orderico Vitale, Guglielmo (Guillermus Ricardi Ebroicensis comitis filius) fu tra i partecipanti alla battaglia di Hastings, del 14 ottobre 1066.
Ancora secondo Orderico Vitale, che non specifica l'anno, ma dopo il 1066, il suo fratellastro, Rodolfo di Tosny, che fu al servizio, prima di Guglielmo il Conquistatore e poi di suo figlio, Roberto II di Normandia, di notte rapì Agnese, che era la sua sorellastra (Agnetem uterinam sororem suam, Ricardi Ebroicensium comitis filiam, noctu surrupuit), per darla in moglie al signore di Montfort, Simone I, che aveva già avuto due mogli prima di Agnese. Sempre secondo Orderico Vitale, Rodolfo di Tosny, come ricompensa poté unirsi in matrimonio con Isabella di Montfort, la figlia che Simone aveva avuto dalla prima moglie.
Il padre di Agnese, Riccardo, morì il 13 dicembre 1067 e suo fratello, Guglielmo, ancora secondo Guglielmo di Jumièges, gli succedette alla guida della Contea di Évreux.
Molto probabilmente Agnese rimase vedova, in quanto suo marito, Simone, morì nel 1087.
Non si conosce la data esatta della morte di Agnese, ma morì prima del 1089, in quanto suo fratello, Guglielmo, si assunse il compito di accudire la nipote, la figlia di Agnese e Simone, Bertrada di Montfort, prima che andasse in moglie al Conte d'Angiò e conte di Tours, Folco IV detto il Rissoso.

## Figli
Agnese a Simone diede quattro figli:
- Riccardo († 1092), signore di Montfort, succeduto al fratellastro, Amalrico II[16];
- Simone II († 1104), signore di Montfort[17];
- Bertrada[18] († 1117), che sposò nel 1089 Folco IV detto il Rissoso[14](1043-1109), Conte d'Angiò, poi, nel 1092 Filippo I[19] († 1108), re di Francia;
- Amaury III di Montfort († 1137), signore di Montfort, nel 1104 e Conte di Évreux, nel 1118[20].

## Ascendenza
|                   |   |                      | Genitori |  |  | Nonni |  |  | Bisnonni                |  |  | Trisnonni                |  |
|                   |   |                      |          |  |  |       |  |  | Riccardo I di Normandia |  |  | Guglielmo I di Normandia |  |
|                   |   |                      |          |  |  |       |  |  | Riccardo I di Normandia |  |  | Guglielmo I di Normandia |  |
|                   |   | Sprota               |          |  |  |       |  |  | Riccardo I di Normandia |  |  |                          |  |
| Roberto d'Évreux  |   |                      |          |  |  |       |  |  | Riccardo I di Normandia |  |  |                          |  |
|                   |   | Gunnara di Normandia | …        |  |  |       |  |  |                         |  |  |                          |  |
|                   |   | Gunnara di Normandia | …        |  |  |       |  |  |                         |  |  |                          |  |
|                   |   | Gunnara di Normandia | …        |  |  |       |  |  |                         |  |  |                          |  |
| Riccardo d'Évreux |   | Gunnara di Normandia |          |  |  |       |  |  |                         |  |  |                          |  |
|                   |   | …                    | …        |  |  |       |  |  |                         |  |  |                          |  |
|                   |   | …                    | …        |  |  |       |  |  |                         |  |  |                          |  |
|                   |   | …                    | …        |  |  |       |  |  |                         |  |  |                          |  |
| Herleva           |   | …                    |          |  |  |       |  |  |                         |  |  |                          |  |
|                   |   | …                    | …        |  |  |       |  |  |                         |  |  |                          |  |
|                   |   | …                    | …        |  |  |       |  |  |                         |  |  |                          |  |
|                   |   | …                    | …        |  |  |       |  |  |                         |  |  |                          |  |
| Agnese d'Évreux   |   | …                    |          |  |  |       |  |  |                         |  |  |                          |  |
|                   | … | …                    |          |  |  |       |  |  |                         |  |  |                          |  |
|                   | … | …                    |          |  |  |       |  |  |                         |  |  |                          |  |
|                   | … | …                    |          |  |  |       |  |  |                         |  |  |                          |  |
| …                 | … |                      |          |  |  |       |  |  |                         |  |  |                          |  |
|                   |   | …                    | …        |  |  |       |  |  |                         |  |  |                          |  |
|                   |   | …                    | …        |  |  |       |  |  |                         |  |  |                          |  |
|                   |   | …                    | …        |  |  |       |  |  |                         |  |  |                          |  |
| Godehilde         |   | …                    |          |  |  |       |  |  |                         |  |  |                          |  |
|                   |   | …                    | …        |  |  |       |  |  |                         |  |  |                          |  |
|                   |   | …                    | …        |  |  |       |  |  |                         |  |  |                          |  |
|                   |   | …                    | …        |  |  |       |  |  |                         |  |  |                          |  |
| …                 |   | …                    |          |  |  |       |  |  |                         |  |  |                          |  |
|                   |   | …                    | …        |  |  |       |  |  |                         |  |  |                          |  |
|                   |   | …                    | …        |  |  |       |  |  |                         |  |  |                          |  |
|                   |   | …                    | …        |  |  |       |  |  |                         |  |  |                          |  |
|                   |   | …                    |          |  |  |       |  |  |                         |  |  |                          |  |

### Fonti primarie
- (LA) Rerum Gallicarum et Francicarum Scriptires, tomus X..
- (LA) Scriptores rerum gestarum Willelmi Conquestoris..
- (LA) Ordericus Vitalis, Historia Ecclesiastica, vol. II..
- (LA) Ordericus Vitalis, Historia Ecclesiastica, vol. unicum..
- (LA) Ordericus Vitalis, Historia Ecclesiastica, tomus III, libri VI-IX..
- (LA) Historiæ Normannorum Scriptores Antiqui..

### Letteratura storiografica
- William John Corbett, "L'evoluzione del ducato di Normandia e la conquista normanna dell'Inghilterra", cap. I, vol. VI (Declino dell'impero e del papato e sviluppo degli stati nazionali) della Storia del Mondo Medievale, 1999, pp. 5–55.
- William John Corbett, "Inghilterra, 1087-1154", cap. II, vol. VI (Declino dell'impero e del papato e sviluppo degli stati nazionali) della Storia del Mondo Medievale, 1999, pp. 56–98.
- A. L. d'Harmonville - Dizionario delle date, dei fatti, luoghi ed uomini storici - Roma, Giuseppe Antonelli editore, 1845.